# Галаївець
Галаївець (до 2015 року — Галаєвець) — село в Україні, у Роменському районі Сумської області. Належить до Калінінського старостинського округу Липоводолинської селищної територіальної громади. Населення становить 122 особи. Орган місцевого самоврядування—Липоводолинська селищна рада.
Після ліквідації Липоводолинського району 19 липня 2020 року село увійшло до Роменського району.

## Назва
Назву отримало від урочища Галаївець, навколо якого були створені хутори. В цьому урочищі ще до середини 20—го ст. гніздилися великі колонії галок і ворон.

## Географія
Село Галаївець розташоване між селищем Липова Долина і селом Підставки. Поряд знаходяться села Чирвине, Шевченкове та Шматкове (нежиле) (1-2 км). По селу до річки Суха Грунь (ліва притока річки Грунь) протікає пересихаючий струмок, на якому зведено заґату.  Поруч пролягає автомобільний шлях Т 1913.

## Історія
Село Галаївець засноване у середин XIX ст. вихідцями із села Сватки Бірківської волості Гадяцького повіту Полтавської губернії.
Закон Російської імперії № 15462 від 2 квітня 1842 р. дозволяв поміщикам укладати із селянами угоди на виділення їм ділянок землі для користування за певну, за взаємною згодою, винагороду. При цьому земля залишалася у власності поміщика. Повинності селян на користь поміщиків могли бути призначені у вигляді грошового оброку, виробами, обробкою поміщицької землі, або іншою роботою. Після цього виникло багато хуторів у Полтавській губернії.
Із "Сповідних відомостей" православних церков Гадяцького повіту за 1849 рік, які зберігаються у Державному архіві Сумської області (ф. 960, оп. 3, спр. 411, арк. 1197 зв.), відомо, що, згідно записам Преображенської церкви села Сватки, більшість земель тут належали графині Олександрі Григорівні Гудович (уроджена баронеса Енгельгардт, померла 2.11.1876 в Санкт-Петербурзі). Їй належав і хутір «Галаївець Хурсин», в якому проживали сім'ї Тита Трохимовича Фурси (н. 1807) із 9 осіб та його двоюрідного дядька Олександра Кіндратовича Фурси (н. 1786)  із 7 осіб. Графу Миколі Миколайовичу Гудовичу належав хутір «Галаївець», в якому проживала сім'я Остапа Мироновича Колодяжного (н. 1787) із 10 осіб (ф. 960, оп. 3, спр. 411, арк.1208). Із 1854 р., після смерті графа, цей хутір належав ротмістрші Варварі Миколаївні Віттенберг. Крім того навколо урочища Галаївець появилися козацькі хутори Мусієнків, Будників, Переварухів, Виставногів, Даниленків, Херуімів (ф. 960, оп. 3, спр. 411, арк.1235 зв.—1237).
Із матеріалів Центрального державного історичного архіву України (фонд 127, описи 1012, 1015 і 1016), Державного архіву Полтавської областіі (фонд 1011, опис 6) та Державного архіву Сумської області (фонд 960, опис 3 та фонд 1185, опис 1) випливає, що всі ці люди, що переселилися як на гоподарські так і на козацькі хутори — вихідці із села Сватки Бірківської волості Гадяцького повіту.
У тому ж 1849 році у сповідальній відомості Хрестовоздвиженської церкви села Підставки згадується козацький хутір в урочищі Галаївець, де проживають сім'ї Івана Івановича Шевченка (н. 1801) із 14 осіб та  Остапа Івановича Шевченка (н. 1801) із 9 осіб (ф. 960, оп. 3, спр. 411, арк. 1289 зв.). Із цього хутора виникло село Шевченкове. А у 1850 (ф. 960, оп. 3, спр. 412, арк. 1375 зв.) в урочищі Галаївець згадується козацький хутір Левченків — Івана Івановича Левченка (н. 1802) із 9 осіб, вдови Ірини Іванівни Левченко (н. 1789) із 5 осіб та Остапа Івановича Левченка (н. 1801) із 13 осіб.
На спеціальній мапі Європейської Росії Стрельбицького 1868 р. Галаївець позначено, як поселення, що має від 10 до 20 дворів.
До кінця 19 ст. більшість дерев урочища Галаївець вирубано, хутори навколо урочища розрослися, злилися в одне ціле і стали називатися Галаївцем.
7 березня 1923 року поділ на повіти і волості було скасовано і замість них на території Полтавської губернії створено 7 округ і 89 районів. Територія краю увійшла до Роменської округи, яка  складалася із 14 районів: Село Галаївець увійшло в Капустинський район з центром в селі Капустинці. Після ліквідації волостей і утворення районів у 1923 році, в селі було створено Галаївецьку сільську раду. 13 березня 1925 року райцентр Капустинського району перенесено в село Синівка, а район перейменовано в Синівський. 3 червня 1925 року з переходом на триступеневу систему управління Полтавська губернія ліквідована і округи перейшла у пряме підпорядкування Української СРР.
13 червня 1930 постановою ВУЦВК і Раднаркому УСРР було розформовано Роменську округу, внаслідок чого Синівський район перейшов у підпорядкування Сумської округи. Харківської області. 3 лютого 1931 року після проведеної перевірки господарської діяльності та фінансового стану районів УСРР ВУЦВК ухвалив постанову про їх реорганізацію, якою було ліквідовано серед інших і Синівський район. 22 січня 1935 року згідно з постановою ВУЦВК «Про розукрупнення районів УСРР» було відновлено Синівський район у складі Харківської області шляхом виділення 11 сільрад з Липоводолинського району. Перелік наново створених районів було уточнено постановою ВУЦВК від 25 лютого 1935 року.
22 вересня 1937 року постановою ЦВК СРСР утворено Полтавську область з 45 районами. До неї увійшов і Синівський район. 10 січня 1939 року була утворена Сумська область, до якої від Полтавської області відійшли Липоводолинський та Синівський райони. 7 червня 1957 року Синівський район розформовано згідно з Указом Президії Верховної Ради УРСР «Про укрупнення деяких районів Сумської області та ліквідацію Дубов'язівського, Миропільського, Синівського, Штепівського районів». Галіївецьку сільську раду приєднали до Липоводолинського району.
Не поминула Галаївець і насильницька колективізація та розкуркулення. Жителів дрібних хуторів, які розміщалися серед полів, змусили переселитися в села. У селі створено сільськогосподарську артіль (колгосп "Спільний колос").. Побудували сільський клуб з бібліотекою, медпункт, поштове відділення, магазини, кузню, конюшні, корівники, сушарки, комори, клуні, лісопильню, придбали жатки, лобогрійки, сінокосарки, зерноочисні машини, зробили вози, гарби, безтарки, волокуші,. укладали угоди з машино—тракторною станцією про використання техніки.
Настав 1941 рік. Майже всі чоловіки, здатні носити зброю в руках, були мобілізовані до Червоної Армії на фронт. Під загрозою німецької окупації на схід було евакуйовано худобу, інше майно. З села на примусові роботи до Німеччини було вивезено біля сотні молодих людей. 104 галаївчан не повернулися із 2-ї світової війни.
У 1950 році до колгоспу імені Хрущова (Галаївець і Чирвине) приєднали колгоспи ім. Шевченка (Шматкове), «Серп і молот» (Легуші) та «17-го партз'їзду» (Аршуки), створивши на їх базі бригади і автоматично віднісши їх до так званих неперспективних сіл. У 1951 р на трудодень дали 1 кг зерна і 20 коп. На початку 1951 р. у початковій і семирічній школах навчалося біля 300 дітей. Село було електрифіковано і радіофіковано, при клубі працювала стаціонарна кіноустановка.
Восени 1951 року на братській могилі радянських танкістів, які загинули біля Галаївця у вересні 1943 року, поставили залізобетонний пам'ятник — скульптура воїна.
На початок 1958 року на 6 бригадах колгоспу було 648 голів великої рогатої худоби (після звільнення від окупації — 46), 140 коней, 762 свині, 544 овець, 2880 курей та 70 кролів. У 1958 році колгосп перейменували на «Серп і молот», а 1959 року приєднали до радянського господарства (радгосп) імені Калініна (село Калінінське), створивши 2-ге відділення радгоспу із 3-х бригад (Галаївець, Шматкове і Чирвине). Галаївецьку сільську раду ліквідували. Більшість жителів безперспективних сіл переселилися в районні центри та міста, зникли хутори Виставногів, Херуімів, Бондарів.
У радгоспі побудували зерносховище на току, нові цегляні корівники, птахоферму, їдальню, впровадили механізоване доїння корів, вирощували цукрові і кормові буряки, картоплю, озиму і яру пшеницю, жито, кукурудзу на зерно і на зелену масу, ячмінь, овес, віко-овес, горох, гречку, просо, соняшник, однорічні трави на сіно, овочі.
У 1995 році радгосп імені Калініна був ліквідований. Землю розпаювали між працівниками і пенсіонерами. Створено кооператив «Колос», а потім «Прорив», які також розпалися. Техніка за борги перед інвестором була здана на металобрухт, а те що залишилось було розтягнуто по руках. Ще нові корпуси ферм зруйновано. Із 2006 року землі навколо Галаївця обробляє СК «АГРО», Село постраждало внаслідок голодоморів 1932–1933 та 1946–1947 років.

## Пам'ятки
- Могила сталінських воїнів.

## Галерея

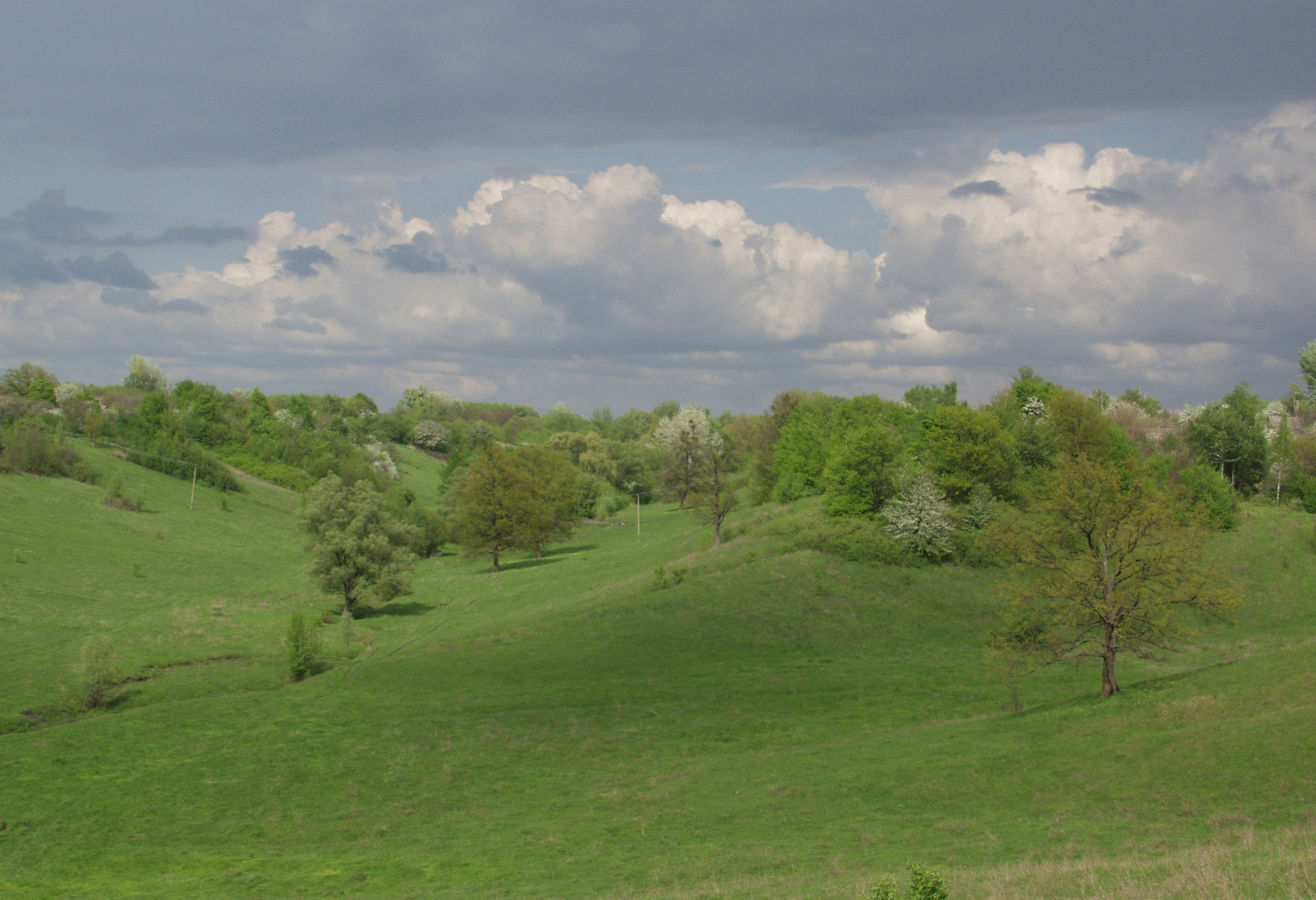
село Галаївець

- село Галаївець